# Liga Europeană EHF Masculin

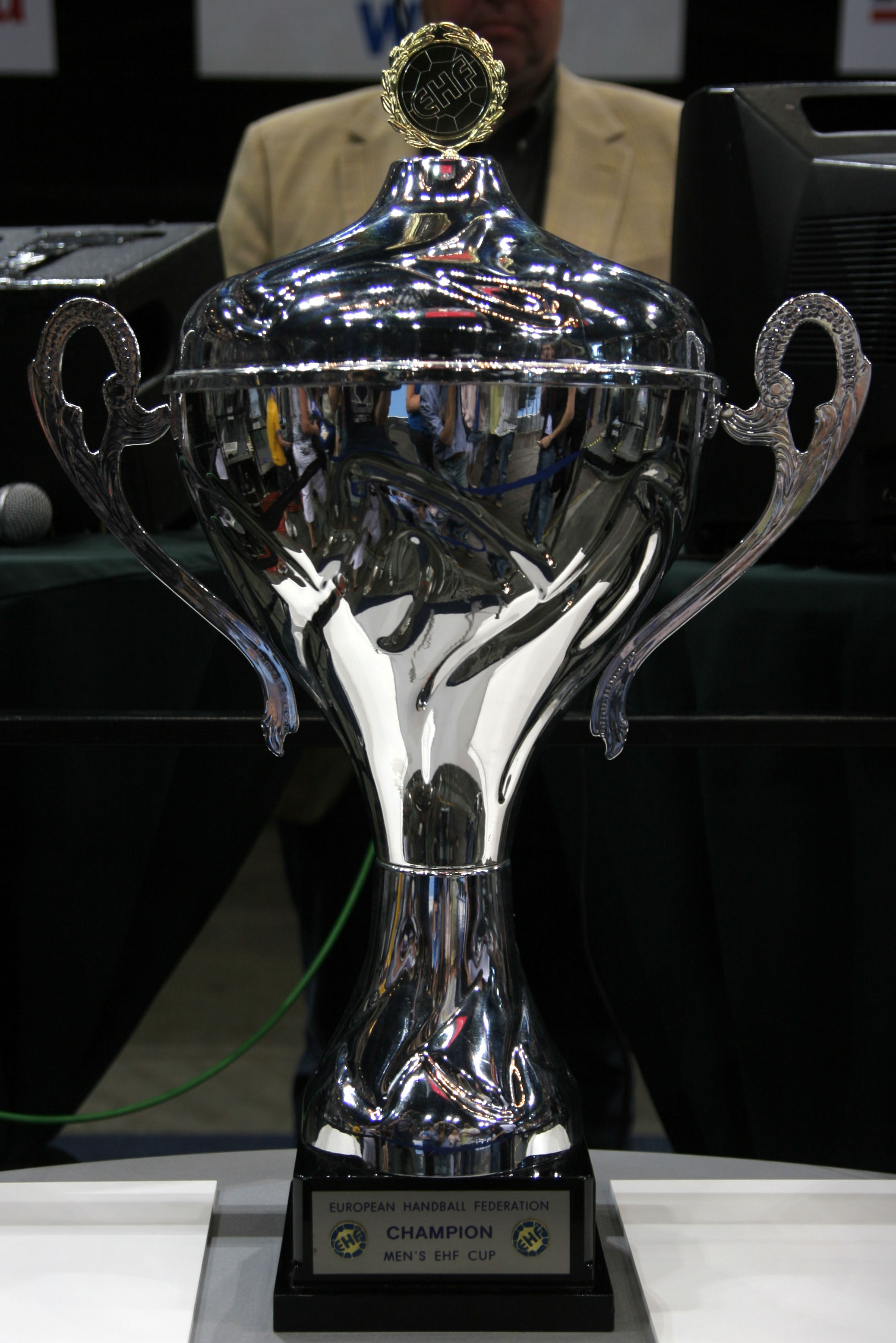
Trofeul Cupei EHF Masculin

Liga Europeană EHF Masculin (până în 1993 Cupa IHF, până în 2020 Cupa EHF) este o competiție de handbal din Europa. Este organizată de Federația Europeană de Handbal.